# Geronima Parasole

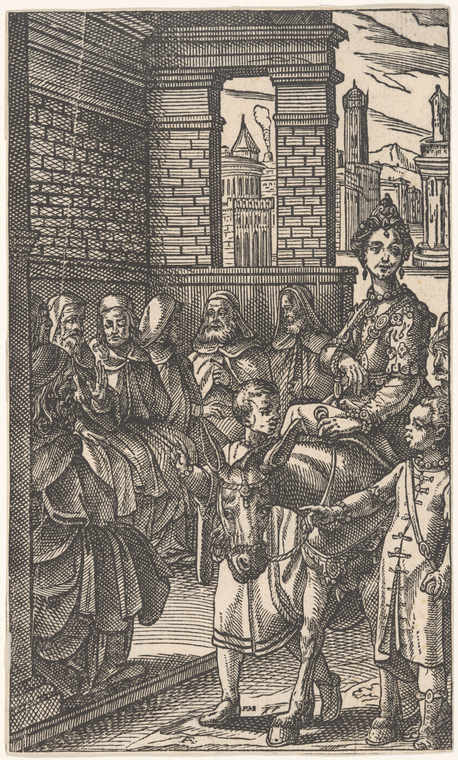
Estampe de Geronima Parasole : Femme chevauchant un âne à travers une ville.

Geronima Parasole, née vers 1569 et morte en 1622, est une graveuse sur bois italienne,.

## Biographie
Elle est la sœur d'Isabella Parasole et la belle-sœur de Leonardo Parasole (en).
On connaît d'elle des gravures sur bois, parmi lesquelles Bataille de Centaures, d'après Antonio Tempesta ainsi qu'une série de scènes de la vie de Saint-Antoine,.